# خوان اررزکین
خوان اررزکین (انگلیسی: Juan Errazquin; ۲۲ ژوئن ۱۹۰۶ – ۱۳ ژانویهٔ ۱۹۳۱) بازیکن فوتبال اهل اسپانیا بود.
وی همچنین در تیم ملی فوتبال اسپانیا بازی کرده‌است.